# Cameron Humphreys
Cameron Humphreys (Manchester, 22 augustus 1998) is een Engels voetballer die bij voorkeur als centrale verdediger speelt. Hij stroomde in 2016 door vanuit de jeugd van Manchester City.

## Clubcarrière
Humphreys werd geboren in Manchester en sloot zich aan in de jeugdacademie van Manchester City. Op 30 januari 2016 debuteerde hij in het eerste elftal in de FA Cup tegen Aston Villa. De centrumverdediger viel na 88 minuten in voor Nicolás Otamendi. Manchester City won de uitwedstrijd in Villa Park met 0–4 na een hattrick van Kelechi Iheanacho en een treffer van Raheem Sterling.

## Clubstatistieken
| Seizoen | Club            | Land               | Competitie         | Competitie | Competitie | Beker | Beker | Internationaal | Internationaal | Totaal | Totaal |
| Seizoen | Club            | Land               | Competitie         | Wed.       | Dlp.       | Wed.  | Dlp.  | Wed.           | Dlp.           | Wed.   | Dlp.   |
| ------- | --------------- | ------------------ | ------------------ | ---------- | ---------- | ----- | ----- | -------------- | -------------- | ------ | ------ |
| 2015/16 | Manchester City | Vlag van Engeland  | Premier League     | 0          | 0          | 2     | 0     | 0              | 0              | 2      | 0      |
| 2016/17 | Manchester City | Vlag van Engeland  | Premier League     | 0          | 0          | 0     | 0     | 0              | 0              | 0      | 0      |
| 2017/18 | Manchester City | Vlag van Engeland  | Premier League     | 0          | 0          | 0     | 0     | 0              | 0              | 0      | 0      |
| 2018/19 | Manchester City | Vlag van Engeland  | Premier League     | 0          | 0          | 0     | 0     | 0              | 0              | 0      | 0      |
| 2019/20 | Zulte Waregem   | Vlag van België    | Jupiler Pro League | 3          | 0          | 0     | 0     | —              | —              | 3      | 0      |
| 2019/20 | → Excelsior     | Vlag van Nederland | Eerste divisie     | 3          | 0          | 0     | 0     | —              | —              | 3      | 0      |
| 2020/21 | Zulte Waregem   | Vlag van België    | Jupiler Pro League | 26         | 0          | 0     | 0     | —              | —              | 26     | 0      |
| 2021/22 | Zulte Waregem   | Vlag van België    | Jupiler Pro League | 4          | 0          | 0     | 0     | —              | —              | 4      | 0      |
| Totaal  | Totaal          | Totaal             | Totaal             | 36         | 0          | 2     | 0     | 0              | 0              | 37     | 0      |

## Interlandcarrière
Humphreys speelde zes interlands in Engeland –16 en elf interlands in Engeland –17.